# Aeródromo Santa Marta
El Aeródromo Santa Marta (OACI: SCKA) es un aeródromo ubicado en la ciudad de San Carlos, Chile. Está ubicado en el camino a Ribera de Ñuble, al sureste de la ciudad.

## Aerolíneas
- Línea Ñuble
  - Gran Concepción / Aeropuerto Carriel Sur
  - Los Ángeles / Aeródromo Cholguahue
  - Chillán / Aeropuerto General Bernardo O'Higgins
  - La Reina / Aeródromo Eulogio Sánchez
  - Constitución / Aeródromo Quivolgo
  - San Nicolás / Aeródromo Santa Eugenia
  - Cobquecura / Aeródromo Los Morros